# Духов музикален инструмент
Духовият инструмент е музикален инструмент, който произвежда звук чрез симпатиковата вибрация на въздуха в тръбен резонатор в съответствие с вибрацията на устните на музиканта.
Има няколко фактора, които участват в извличането на звук с различна височина чрез духов инструмент. Плъзгачи, клапани, кривини (въпреки че рядко се използват днес) или клавиши се използват за промяна на вибрационната дължина на тръбата, като по този начин се променя наличната хармонична серия, докато напрежението на устните и въздушният поток на изпълнителя служат за избор на специфичната хармоника, произведена от наличните серии.
Възгледът на повечето учени е, че терминът „духов инструмент“ трябва да се дефинира от начина на издаване на звука, както е по-горе, а не от това дали инструментът всъщност е направен от месинг. Така се намират духови инструменти, направени от дърво, като alphorn, цинка, серпентина и диджериду, докато някои дървени духови инструменти са направени от месинг, като саксофона.
| Медни духови инструменти |  | Тенор валдхорна в ми, баритон валдхорна в си и еуфониум в си |
| Медни духови инструменти |  | Тенор валдхорна в ми, баритон валдхорна в си и еуфониум в си |

## Духови инструменти
Духовите (аерофонни) инструменти се делят на:
- дървени: кларинет, обой, саксофон, устна хармоника, фагот (вкл. контрафагот), флейта (вкл. любовна флейта, на итал. език „flautod,amore“, на фр. език „flûted,amour“), цафара
- медни: баритон, буцина, валдхорна (вкл. еуфониум), сарюсофон, тромбон (вкл. цугтромбон), тромпет, туба, флигорна и др.